# Lagarde (Mozela)
Lagarde – miejscowość i gmina we Francji, w regionie Grand Est, w departamencie Mozela.
Według danych na rok 1990 gminę zamieszkiwało 229 osób, a gęstość zaludnienia wynosiła 10 osób/km² (wśród 2335 gmin Lotaryngii Lagarde plasuje się na 816. miejscu pod względem liczby ludności, natomiast pod względem powierzchni na miejscu 127.).